# 하라 마사후미
하라 마사후미(일본어: 原 正文, 1943년 12월 21일 ~ )는 일본의 전 축구 선수이다.

## 국가대표팀 경력
그는 1970년 메르데카 국제축구대회에 참가할 일본 국가대표팀에 발탁되었으며, 7월 31일 홍콩와의 경기에서 데뷔했다. 1970년 아시안 게임에도 출전했다. 그는 국제 A매치 통산 5경기에 출전했다.

## 통계
| 일본 | 일본 | 일본 |
| 연도 | 출전 | 득점 |
| ---- | ---- | ---- |
| 1970 | 5    | 0    |
| 통산 | 5    | 0    |